# Ammobates cinnamomeus
Ammobates cinnamomeus är en biart som beskrevs av Engel 2008. Ammobates cinnamomeus ingår i släktet Ammobates och familjen långtungebin. Inga underarter finns listade i Catalogue of Life.